# Kindernachsorgeklinik Berlin-Brandenburg
Die Kindernachsorgeklinik Berlin-Brandenburg gGmbH in Bernau bei Berlin war eine gemeinnützige familienorientierte Rehabilitationsklinik für herz- und krebskranke Kinder und ihre Familien. Sie wurde am 13. März 2009 eröffnet. Zum 31. Dezember 2019 stellte sie ihren Betrieb ein.
Die Kindernachsorgeklinik setzte das Konzept der Familienorientierten Rehabilitation nach dem Vorbild der Nachsorgeklinik Tannheim um. Die Kindernachsorgeklinik bestand aus sechs Gebäuden mit Wohneinheiten und Therapieräumen. Neben der medizinischen Betreuung, Ergotherapie, Physiotherapie und Psychotherapie bot die Klinik eine Kindertagesstätte, eine Schule, eine Schwimm- und Sporthalle und einen Jugendclub. Die Klinik hatte Kapazitäten für 28 Patienten und 72 Familienmitglieder. Die Klinik wurde in der Waldsiedlung, einem Ortsteil der Stadt Bernau bei Berlin, in ehemaligen Wohngebäuden von Mitgliedern der DDR-Regierung betrieben.
Zum 31. Dezember 2019 stellte die Kindernachsorgeklinik Berlin-Brandenburg den Geschäftsbetrieb ein, nachdem sich die Mietkosten auf dem genutzten Gelände in Wandlitz sowie ein geplantes Neubauprojekt in Strausberg als nicht mehr finanzierbar erwiesen hatten.
Im Januar 2024 wurde die Nachsorgeklinik am Straussee gGmbH gegründet, die über die milaa gGmbH eine 100-prozentige Tochtergesellschaft des Evangelischen Diakonievereins Berlin-Zehlendorf ist. Sie soll die Aufgaben der Kindernachsorgeklinik Berlin-Brandenburg übernehmen und ist die Betreiberin einer neuen Klinik am Straussee, die von der gemeinnützigen Peter und Ingeborg Fritz Stiftung für 25 Millionen Euro errichtet wurde. Das Land Brandenburg stellt eine Bürgschaft über 4,8 Millionen Euro für die Nachsorgeklinik in Strausberg zur Verfügung. Die Eröffnung der Klinik ist für den Sommer 2025 geplant.

## Gesellschafter
- Deutsche Kinderkrebsnachsorge – Stiftung für das chronisch kranke Kind
- Deutsches Herzzentrum Berlin
- Carpe Diem – Hilfe für schwerst- und chronisch kranke Kinder e.V.
- Bundesverband Herzkranke Kinder e.V. (BVHK)
- Krankenhaus Märkisch-Oderland GmbH